# Ораньестад (Синт-Эстатиус)
Ора́ньестад (нидерл. Oranjestad) — единственный город и административный центр острова Синт-Эстатиус. Население приблизительно 1021 человек (2006). Порт.

## Описание
Город делится на две части — Нижний Город, расположенный у береговой линии (историческая часть), и Верхний Город — главный коммерческий и жилой центр Ораньестада. Главная достопримечательность Ораньестада — Форт Оранье, сохранившийся с XVII века прямо в центре города с видом на береговую линию. Также в городе имеется старая нидерландская реформистская церковь (частично разрушенная).
В городе имеется медицинский университет с более чем 100 студентами. Неподалёку от города раскинулся Ботанический сад Мириам Шмидт.